# Tephrosia calophylla
Tephrosia calophylla är en ärtväxtart som beskrevs av Richard Henry Beddome. Tephrosia calophylla ingår i släktet Tephrosia och familjen ärtväxter. Inga underarter finns listade i Catalogue of Life.